# Volksparkstadion
El Volksparkstadion (Estadio del Parque del Pueblo) es un estadio de fútbol ubicado en la portuaria Ciudad Libre y Hanseática de Hamburgo, al norte de Alemania. Es uno de los estadios de categoría 4 de la UEFA y tiene capacidad para 57.000 espectadores. En él disputa sus partidos de local el equipo de fútbol Hamburger SV que milita en la 2. Bundesliga.

## Historia
El estadio fue inaugurado en 1953 y ha sido sede de la Copa del Mundo de 1974, la Eurocopa 1988 y la Copa Mundial de Fútbol de 2006, además de la final de la UEFA Europa League 2009-10 .
El estadio fue reconstruido totalmente entre 1998 y 2000 con un costo de 97 millones de euros. Es propiedad y está operado por HSV Fußball AG. El estadio cambió de nombre varias veces a partir de 2001. Inicialmente, HSV fue pionero en Alemania en vender los derechos a un patrocinador de nombre. En 2015, el inversor Klaus-Michael Kühne, que adquirió los derechos hasta 2020, le devolvió el nombre original al estadio.
Durante el desarrollo de la Copa Mundial de la FIFA 2006 pasó a llamarse "Estadio de la CM de la FIFA de Hamburgo" (en idioma alemán: FIFA WM-Stadion Hamburg), ya que la FIFA no permite ningún tipo de publicidad en el nombre de los estadios.

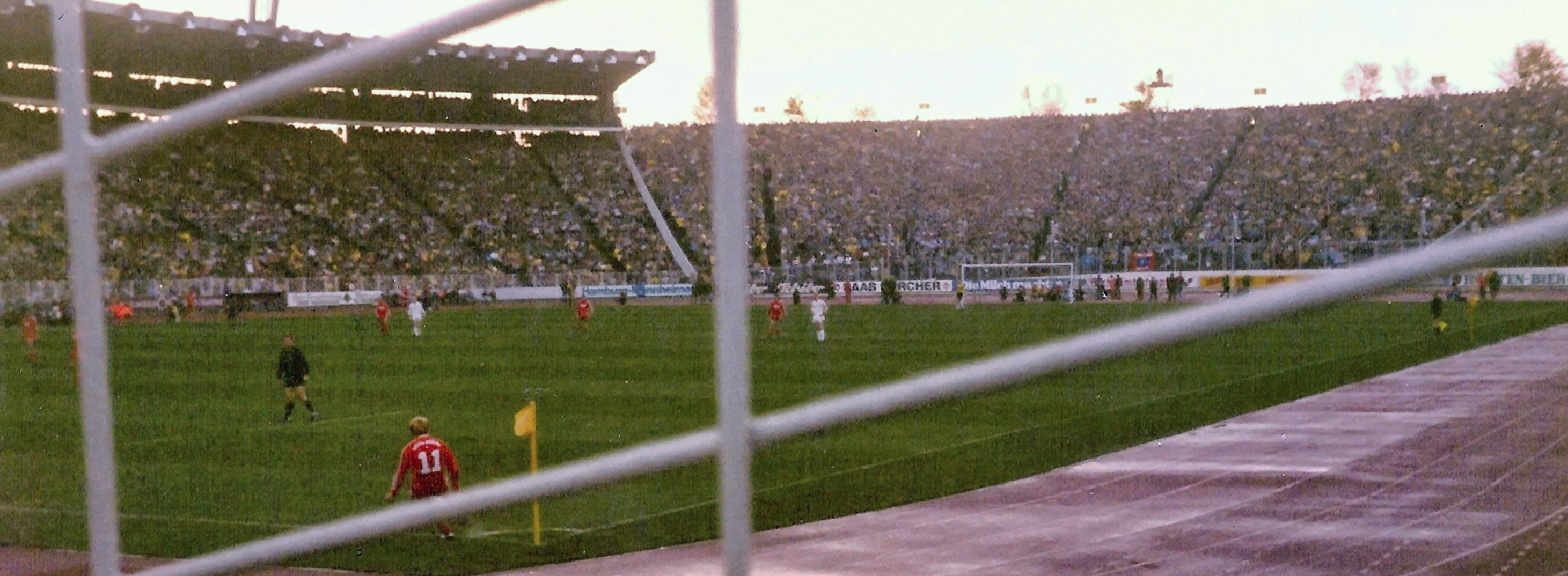
Imagen del antiguo Volksparkstadion.
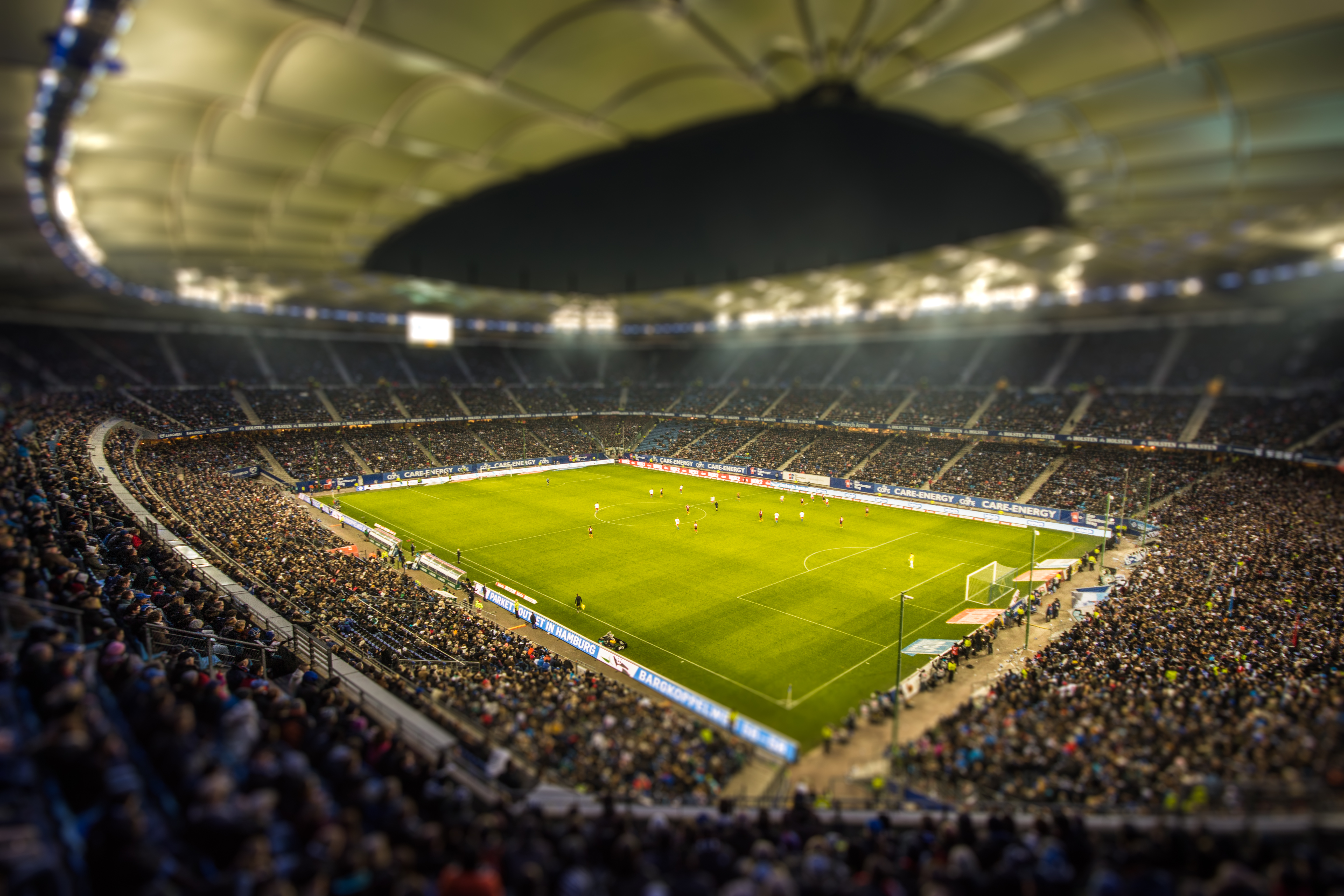
Interior del estadio.

## Eventos

### Copa Mundial de Fútbol de 1974
El Volksparkstadion albergó tres partidos de la Copa Mundial de Fútbol de 1974.
| Fecha               | Selección #1         | Resultado | Selección #2     | Ronda                 | Espectadores |
| ------------------- | -------------------- | --------- | ---------------- | --------------------- | ------------ |
| 14 de junio de 1974 | Alemania Democrática | 2–0       | Australia        | Primera fase, Grupo A | 10 000       |
| 18 de junio de 1974 | Australia            | 0–3       | Alemania Federal | Primera fase, Grupo A | 35 000       |
| 22 de junio de 1974 | Alemania Democrática | 1–0       | Alemania Federal | Primera fase, Grupo A | 60 350       |

### Eurocopa 1988
El estadio albergó solo un partido de la Eurocopa 1988, para infortunio de la afición local la Selección de Alemania Federal fue eliminada del certamen.
| Fecha               | Selección #1     | Resultado | Selección #2 | Ronda     | Espectadores |
| ------------------- | ---------------- | --------- | ------------ | --------- | ------------ |
| 21 de junio de 1988 | Alemania Federal | 1–2       | Países Bajos | Semifinal | 61 200       |

### Copa Mundial de Fútbol de 2006
El estadio albergó cinco partidos de la Copa Mundial de Fútbol de 2006.
| Fecha               | Selección #1    | Resultado | Selección #2    | Ronda                 | Espectadores |
| ------------------- | --------------- | --------- | --------------- | --------------------- | ------------ |
| 10 de junio de 2006 | Argentina       | 2–1       | Costa de Marfil | Primera fase, Grupo C | 49 480       |
| 15 de junio de 2006 | Ecuador         | 3–0       | Costa Rica      | Primera fase, Grupo A | 50 000       |
| 19 de junio de 2006 | Arabia Saudita  | 0–4       | Ucrania         | Primera fase, Grupo H | 50 000       |
| 22 de junio de 2006 | República Checa | 0–2       | Italia          | Primera fase, Grupo E | 50 000       |
| 30 de junio de 2006 | Italia          | 3–0       | Ucrania         | Cuartos de final      | 50 000       |

### Eurocopa 2024
El estadio albergó cinco partidos de la Eurocopa 2024, cuatro de fase de grupos y un partido de cuartos de final.

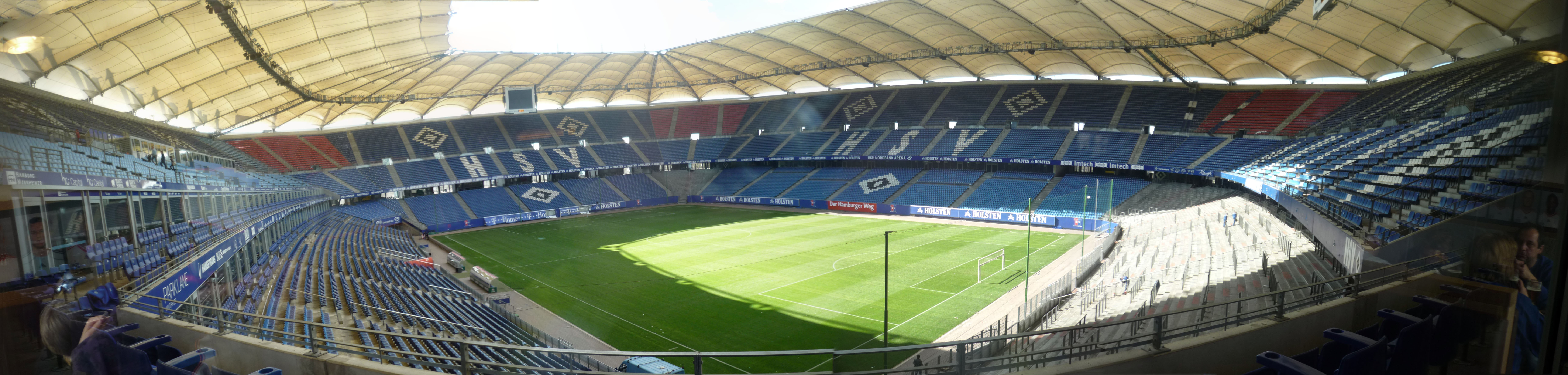
Panorámica del estadio.

| Fecha               | Selección #1    | Resultado      | Selección #2    | Ronda                 | Espectadores |
| ------------------- | --------------- | -------------- | --------------- | --------------------- | ------------ |
| 16 de junio de 2024 | Polonia         | 1–2            | Países Bajos    | Primera fase, Grupo D | 48 117       |
| 19 de junio de 2024 | Croacia         | 2–2            | Albania         | Primera fase, Grupo B | 46 784       |
| 22 de junio de 2024 | Georgia         | 1–1            | República Checa | Primera fase, Grupo F | 46 524       |
| 26 de junio de 2024 | República Checa | 1–2            | Turquía         | Primera fase, Grupo F | 47 683       |
| 5 de julio de 2024  | Portugal        | 0–0 (3–5 pen.) | Francia         | Cuartos de final      | 47 789       |